# Philippe de Broca
Pour les articles homonymes, voir Broca (homonymie).
Philippe de Broca, dit parfois de Broca de Ferrussac, ou encore Phil de Broc', né le 15 mars 1933 dans le 12e arrondissement de Paris et mort le 26 novembre 2004 à Neuilly-sur-Seine, est un réalisateur français.
Il réalise 31 longs métrages dont certains furent d’immenses succès comme L'Homme de Rio, Le Magnifique ou Le Bossu. Son œuvre englobe le film à grand spectacle, historique et sentimental comme Chouans ! ou Le Roi de cœur, et la comédie où le héros dynamique et désinvolte est prêt à toutes les aventures pour fuir le quotidien moderne comme Le Cavaleur, Le Diable par la queue et L’Africain. Il a tourné à six reprises avec Jean-Paul Belmondo, avec qui son nom est couramment associé, mais il a également travaillé à plusieurs reprises avec d'autres comédiens de renom comme Jean-Pierre Cassel, Philippe Noiret, ou Jean Rochefort.

## Biographie
Fils d’un industriel du cinéma et petit-fils d’Alexis de Broca, peintre de renom, Philippe de Broca fait ses études à l’école technique de photographie et de cinématographie (école Vaugirard à Paris) dont il sort diplômé en 1953. Il effectue son service militaire au service cinématographique des armées (SCA) en Allemagne, puis en Algérie comme chef opérateur ou réalisateur de courts métrages. Très affecté par la guerre, il se  jure de montrer dans ses futurs films la vie sous son meilleur jour « parce que le rire est la meilleure défense contre les drames de la vie. » De retour à la vie civile, il part dans une expédition de camions Berliet en Afrique qu’il traverse du nord au sud avant de rentrer à Paris.
Il débute comme stagiaire d’Henri Decoin avant de devenir l’assistant de Claude Chabrol (Le Beau Serge, Les Cousins, À double tour), de François Truffaut (Les 400 coups) et de Pierre Schoendoerffer (Ramuntcho) . En 1959, Claude Chabrol lui produit son premier film Les jeux de l’amour avec Jean-Pierre Cassel. Il poursuivra sa complicité avec Cassel dans Le Farceur (1961), L’Amant de 5 jours (1961) et Un Monsieur de Compagnie (1965).
Son premier succès commercial arrive avec Cartouche tourné en 1962, qui associe désormais deux noms dans la carrière de Philippe de Broca : Jean-Paul Belmondo comme acteur et Alexandre Mnouchkine comme producteur. La consécration internationale est acquise avec L’homme de Rio en 1964, Les Tribulations d’un Chinois en Chine en 1965, Le Magnifique en 1973 et L’Incorrigible en 1975.
En 1966, il co-écrit, réalise et produit Le Roi de cœur. Cette parodie sur la fin de la Première Guerre mondiale qui met en scène les plus grands noms de la scène française (Micheline Presle, Michel Serrault, Pierre Brasseur, Julien Guiomar, Jean-Claude Brialy, Françoise Christophe) et que certains cinéphiles considèrent comme son chef-d’œuvre, est un échec commercial et personnel qui l’atteindra.
Il poursuit sa carrière en retrouvant la comédie, qui n’est en apparence que du pur divertissement avec Le Diable par la queue interprété par Yves Montand et Madeleine Renaud en 1969, puis Tendre Poulet en 1978 et On a volé la cuisse de Jupiter en 1980 avec Philippe Noiret et Annie Girardot, et enfin Le Cavaleur en 1979 avec Jean Rochefort.
En 1988, son film Chouans avec Sophie Marceau et Philippe Noiret, qui est une mise en question des philosophies de l’histoire, ne rencontre pas le succès escompté.
Il réalise alors une dizaine de téléfilms appréciant la rapidité des tournages et la vie d’équipe avant de renouer avec le succès en adaptant Le Bossu pour Daniel Auteuil en 1997.
En 1998, il est président du jury au Festival du cinéma russe à Honfleur.
En 2004, Philippe de Broca tourne l'adaptation de Vipère au poing avec Jacques Villeret et Catherine Frot. Ce sera son dernier rendez-vous réussi avec le public qu’il ne savourera pas ; rattrapé par un cancer, il meurt le 26 novembre 2004 à Neuilly-sur-Seine.

## Vie privée

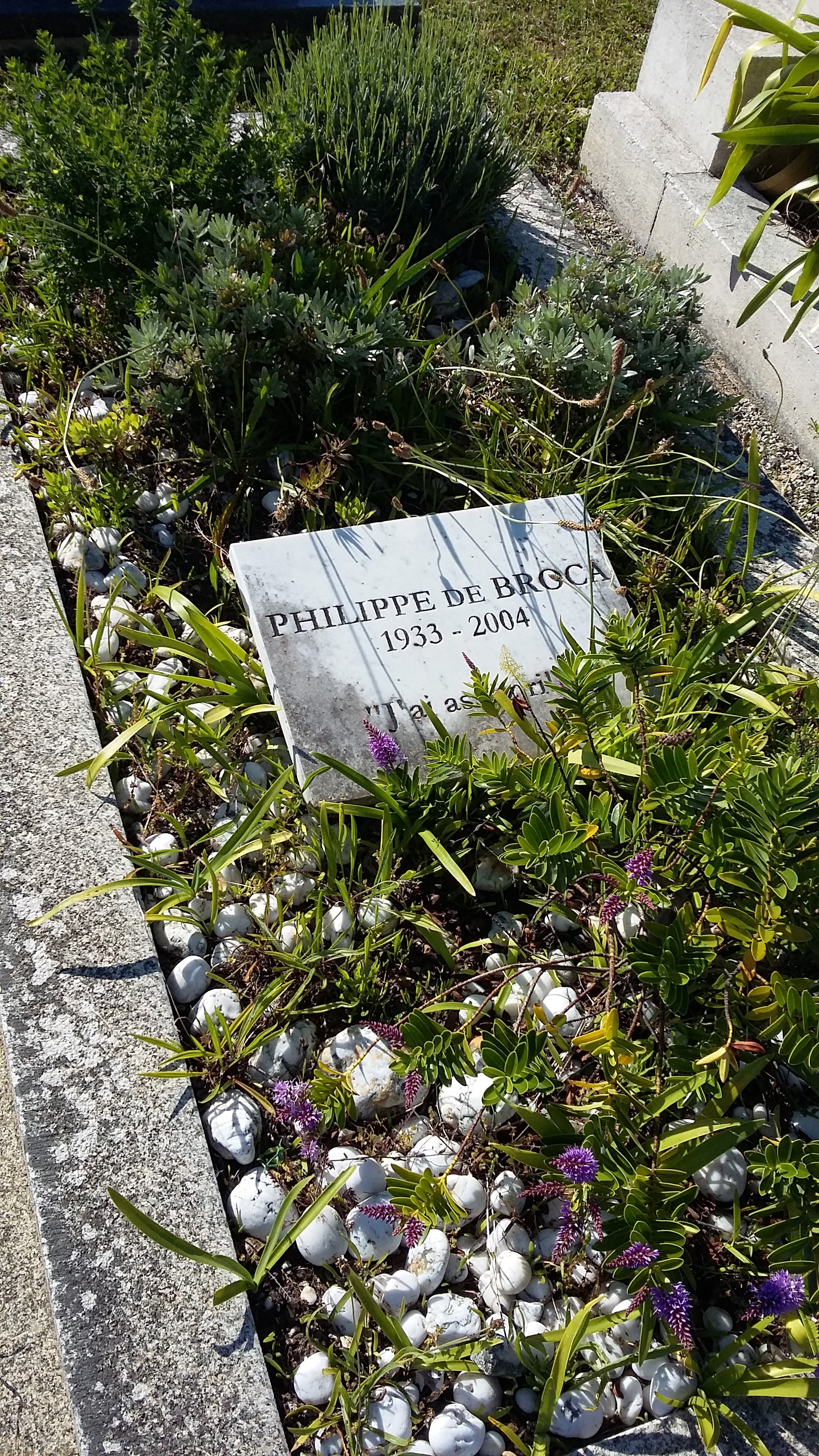
Tombe de Philippe de Broca au cimetière de Sauzon.

Philippe de Broca a été marié à Michelle de Broca avec qui il a fondé la société de production Fildebroc. Il a également été très brièvement marié en 1983 avec l'actrice canadienne Margot Kidder, qu’il a dirigée dans Lousiane. Il a eu trois enfants : Alexandre en 1972 avec Marthe Keller (rencontrée lors du tournage du film Le Diable par la queue), Chloé en 1988 avec Valérie Rojan et Jade en 1999 avec Alexandra Canello (qu’il avait épousée en 1992).
Il a vécu plus de 30 ans dans le village de Vert, dans les Yvelines.
Il a choisi d’être inhumé au cimetière de Sauzon, à Belle-Île-en-Mer (Morbihan). Sa tombe porte l'épitaphe : « J'ai assez ri !... ».

## Ses acteurs et collaborateurs
Sa fidélité à ses acteurs, Jean-Pierre Cassel, Jean-Paul Belmondo,  s'applique aussi à ses auteurs, Daniel Boulanger, Michel Audiard, et à Georges Delerue avec qui il aura une complicité musicale exceptionnelle.

## Filmographie

### Assistant réalisateur
- 1957 : Tous peuvent me tuer d'Henri Decoin
- 1957 : Charmants Garçons d'Henri Decoin
- 1958 : Le Beau Serge de Claude Chabrol
- 1958 : Cargaison blanche de Georges Lacombe
- 1959 : Ramuntcho de Pierre Schoendoerffer
- 1959 : À double tour de Claude Chabrol
- 1959 : Les Quatre Cents Coups de François Truffaut
- 1959 : Les Cousins de Claude Chabrol

### Réalisateur

#### Cinéma
- 1953 : Les Trois Rendez-vous (court métrage) avec Charles Bitsch, Edith Krausse
- 1954 : Salon nautique (court métrage, documentaire)
- 1954 : Sous un autre soleil (court métrage, documentaire)
- 1956 : Opération gas-oil (court métrage, documentaire)
- 1960 : Les Jeux de l'amour
- 1960 : Le Farceur
- 1961 : L'Amant de cinq jours
- 1962 : Cartouche
- 1962 : Les Sept Péchés capitaux - segment La Gourmandise
- 1963 : Les Veinards - segment La Vedette
- 1964 : L'Homme de Rio
- 1964 : Un monsieur de compagnie
- 1965 : Les Tribulations d'un Chinois en Chine
- 1966 : Le Roi de cœur
- 1967 : Le Plus vieux métier du monde - segment La Révolution française
- 1968 : Le Diable par la queue
- 1970 : Les Caprices de Marie
- 1971 : La Poudre d'escampette
- 1972 : Chère Louise
- 1973 : Le Magnifique
- 1975 : L'Incorrigible
- 1977 : Julie pot de colle
- 1978 : Tendre Poulet
- 1979 : Le Cavaleur
- 1980 : On a volé la cuisse de Jupiter
- 1981 : Psy
- 1983 : L'Africain
- 1984 : Louisiane
- 1986 : La Gitane
- 1988 : Chouans !
- 1990 : Les 1001 nuits
- 1991 : Les Clés du paradis
- 1997 : Le Bossu
- 2000 : Amazone
- 2004 : Vipère au poing

#### Télévision
- 1993 : Regarde-moi quand je te quitte (téléfilm)
- 1994 : Le Jardin des plantes (téléfilm)
- 1995 : Les Hommes et les femmes sont faits pour vivre heureux… mais pas ensemble (téléfilm)
- 1996 : Le Veilleur de nuit (téléfilm)
- 2002 : Madame Sans-Gêne (téléfilm)
- 2003 : Y aura pas école demain (téléfilm)
- 2003 : Un amour en kit (téléfilm)
- 2004 : Le Menteur (téléfilm)

## Box-office
| Film                                   | Année | Box-office        |
| -------------------------------------- | ----- | ----------------- |
| L'Homme de Rio                         | 1964  | 4 800 626 entrées |
| Cartouche                              | 1962  | 3 610 402 entrées |
| Le Magnifique                          | 1973  | 2 803 412 entrées |
| Les Tribulations d'un Chinois en Chine | 1965  | 2 701 748 entrées |
| L'Incorrigible                         | 1975  | 2 568 325 entrées |
| Le Bossu                               | 1997  | 2 328 601 entrées |
| La Poudre d'escampette                 | 1971  | 1 335 578 entrées |

## Discographie
La plupart des musiques de films de Philippe de Broca ont été éditées sur disque. Du côté des compilations, on note les éditions suivantes :
- En 2003, le label Universal Music Jazz a fait paraître deux disques intitulés Le cinéma de Philippe de Broca - musiques de Georges Delerue. Le premier couvre la période de 1959 à 1968, le second celle de 1969 à 1988. On y retrouve les thèmes principaux tirés de dix-sept films du réalisateur, des Jeux de l'amour à Chouans !
- En 2007, le label canadien Disques Cinémusique a fait paraître Les Plus Beaux Thèmes pour le piano, un nouvel enregistrement qui regroupe des arrangements pour piano, flûte et violoncelle de plusieurs thèmes de Georges Delerue tirés de treize films, dont sept sont des réalisations de Philippe de Broca, auquel un hommage particulier est rendu. Présentation en ligne.
- À partir de 2011, le label français Music Box Records a réédité deux bandes originales des films de Philippe de Broca composées par Georges Delerue pour L'Incorrigible et Claude Bolling pour La Gitane.

## Hommages et distinctions

### Hommages
Depuis octobre 2022, une place dans le 12e arrondissement de Paris est nommée en son honneur.

### Distinctions

#### Récompenses
- Berlinale 1960 : Ours d'argent extraordinaire de la comédie pour Les Jeux de l'amour
- Festival d'Oldenbourg 2003 : Prix d'honneur pour sa carrière

#### Nominations
- Berlinale 1960 : en compétition pour l'Ours d'or pour Les Jeux de l'amour
- Berlinale 1961 : en compétition pour l'Ours d'or pour L'Amant de cinq jours
- Oscars 1965 : nomination à l'Oscar du meilleur scénario original pour L'Homme de Rio
- Festival de Cannes 1972 : en compétition pour la Palme d'or pour Chère Louise
- Césars 1998 : nomination au César du meilleur film pour Le Bossu
- Baftas 1999 : nomination au Bafta du meilleur film étranger pour Le Bossu